# Saint-Pierre-Colamine

Saint-Pierre-Colamine este o comună în departamentul Puy-de-Dôme, Franța. În 1 ianuarie 2022 avea o populație de 248 de locuitori.